# 핀우그리아어파
핀-우그리아어파(Finno-Ugric languages)는 우랄어족에서 사모예드어파를 제외한 언어를 모두 묶은 전통적 분류이다. 19세기부터 공식화되어 오래 받아들여져 왔으나 그 유효성은 현대의 일부 언어학자들의 비판에 직면해 있다.
화자 수나 지위 측면에서 우랄어족의 최대 언어인 헝가리어, 핀란드어, 에스토니아어가 모두 이 분류에 속하며, 이 밖에 러시아 연방 등에 분포하는 다수의 소수 민족 언어를 포함하지만, 이미 절멸한 언어나 현재 절멸 위기에 직면한 언어도 많다.

## 분류
- 핀페름어군 (가설적)
- 우그리아어군

## 같이 보기
- 핀어군
- 페름어군
- 빗살무늬토기 문화
- 로바쉬 문자
- 아부르 문자
- 브리태니커 백과사전